# Green Egg
Green Egg (česky Zelené vejce) je časopis publikovaný Církví všech světů, který se zabývá se novopohanstvím. Jeho zakladatel je Oberon Zell-Ravenheart. Časopis vycházel od roku 1968 do roku 2000 a v roce 2007 začal vycházet znovu. 